# Luís Moya
Luís Rodríguez Moya, més conegut com a Luís Moya   (la Corunya, 23 de setembre de 1960) és un dels copilots de ral·lis més llorejats de la història del Campionat Mundial de Ral·lis. Durant catorze anys (de 1988 a 2002) va competir assegut al costat de Carlos Sainz, amb el que guanyà dos títols mundials els anys 1990 i 1992, així com quatre subcampionats i cinc tercers llocs.

## Trajectòria
Moya comença a fer de copilot a principis dels anys 80, dins del Campionat de Galícia de Ral·lis, amb José Mariñas de pilot sobre un Renault 5 Copa. L'any 1987 es converteix en copilot de Guillermo Barreras al Campionat d'Espanya de Ral·lis amb un Renault 11 Turbo.
La temporada 1988 serà la primera en que Moya uneix el seu camí amb el madrileny Carlos Sainz. Guanyen el Campionat d'Espanya amb un Ford Sierra RS Cosworth i disputen diverses proves del Campionat Mundial de Ral·lis.
L'any 1989 fitxen pel Toyota Team Europe, disputant en la seva totalitat el Campionat Mundial. Durant la seva estada a Toyota, guanyen el Campionat Mundial de pilots de 1990 i 1992 amb un Toyota Celica.
La temporada 1993, força decepcionant per la manca de competitivitat del cotxe, la disputaran amb un Lancia Delta HF Integrale del Jolly Club. Posteriorment, l'any 1994 fitxen per Subaru, on aconsegueixen el subcampionat mundial de 1994 i 1995.
L'any 1996 fitxen pel Ford World Rallye Team, on finalitzen el campionat de 1996 i 1997 en tercera posició amb un Ford Escort RS Cosworth.
La temporada 1998 retornen a Toyota, on perden cruelment el Campionat Mundial de Ral·lis per fallada mecànica al darrer tram del últim ral·li, quan tan sols tenien que acabar per proclamar-se campions.
La temporada 1999, encara a Toyota, finalitzen cinquens, fitxant de nou per Ford de cara a la temporada 2000, on acaben tercers del campionat amb un Ford Focus WRC. L'any 2001 finalitzen sisens i l'any 2002 finalitzen tercers, una temporada on Moya es perd el Ral·li de Catalunya per lesió, essent substituït puntualment pel català Marc Martí.
Finalitzada la temporada 2002, Luis Moya decideix retirar-se de la competició, tot i que Carlos Sainz continuarà competint, esdevenint definitivament el seu substitut Marc Martí.
Després de la seva retirada, Moya no es va desvincular de la competició, ja que va seguir com a General Manager de l'equip Subaru entre 2003 i 2006, on aconseguiria que un dels seus pilots, el noruec Petter Solberg, es proclamés campió del món de ral·lis la temporada 2003.
L'any 2005, Moya torna a fer de copilot per a Carlos Sainz com a cotxe de cursa al Ral·li de Portugal, la prova on ambdós van debutar al Campionat Mundial, amb un Subaru Impreza STi N10. Anys més tard, competeixen junts de nou al madrileny Ral·li Shalymar amb un Škoda Fabia WRC, guanyant clarament la prova.
Des d'aleshores Moya solament disputa de forma puntual proves d'exhibició o realitza de cotxe de cursa, guanyant, això si, els anys 2012 i 2013, el Ral·li d'Espanya Històric amb un Porsche 911 SC i Carlos Sainz de pilot.